# Pierre Coupat
Pour l’article homonyme, voir Coupat.
Pierre Coupat né le 17 juin 1860 à Saint-Étienne et mort le 29 décembre 1943 à Paris 14e, est un ouvrier métallurgiste mécanicien, socialiste et syndicaliste réformiste français. En 1920-1921, il est sous-secrétaire d'État à l'Enseignement technique dans les gouvernements Alexandre Millerand et Georges Leygues.

## Biographie
Ouvrier aiguiseur, fils d'un cordonnier, syndiqué très jeune, il est un des pionniers du mouvement socialiste dans le département de la Loire. Proche de Benoît Malon et de Paul Brousse, il défend avec eux un socialisme réformiste, le possibilisme. Il quitte la région de Saint-Étienne en 1885 et devient ouvrier mécanicien à Paris. Il y est plusieurs fois candidat lors d'élections législatives (en 1893, 1896), présenté par la Fédération des travailleurs socialistes.
Il se préoccupe surtout ensuite de l'organisation du syndicalisme parmi les ouvriers mécaniciens, participant à la fondation de leur Fédération syndicale, en 1899, et devenant le secrétaire de celle-ci deux ans plus tard. Il participe à de nombreux congrès de la CGT jusqu'en 1910. En particulier en 1906, il vote, comme ses camarades réformistes défenseurs de la neutralité politique du syndicalisme, pour la Charte d'Amiens, en alliance (de circonstance) avec les révolutionnaires. Pourtant, ami d'Alexandre Millerand, il participe depuis 1903 au Conseil supérieur du travail, dont il est vice-président en 1910-1912.
En 1909, il participe à la création d'un « Comité d'union syndicaliste » qui regroupe les modérés au sein de la CGT. Il y côtoie notamment deux anciens secrétaires généraux de la centrale syndicale (Eugène Guérard et Louis Niel), le secrétaire de la Fédération du livre (Auguste Keufer),  le secrétaire de la Fédération du Textile (Victor Renard), etc.
Devenu placier en métaux, il est sous-secrétaire d'État à l'Enseignement Technique du 20 janvier 1920 au 15 janvier 1921 dans les gouvernements Alexandre Millerand et Georges Leygues. Ce sous-secrétariat d'État, occupé par un non professionnel de la politique, est créé à cette occasion. Après cette courte carrière ministérielle il reprend son activité professionnelle.
Il meurt à son domicile, rue Friant, Paris 14e, le 29 décembre 1943.